# Antonio Scapin
Antonio Scapin (...) è un politico italiano, assessore anziano e sindaco di Padova.

## Biografia
Assessore anziano, durante il Regno d'Italia, fu alla guida della Città di Padova, per due anni, assieme a Giuseppe Salvadego Molin e Luigi Manzoni.